# Biltong
Biltong er navnet på en form for tørret kød, der oprindeligt stammer fra det sydlige Afrika. Det fremstilles ved at kød skæres i tynde skiver, krydres og tørres. Derved konserveres det. Det var en nødvendighed, før frysning og konserves fandtes. Der findes talrige eksempler i verden på, at tørring forhindrede, at kød blev fordærvet. 
Biltong er stadig en populær snack i Sydafrika, hvor det sælges i de fleste supermarkeder og  specialbutikker. Biltong har også fundet vej til mange andre dele af verden, om end det ikke er lige så udbredt som det amerikanske jerky.

## Oprindelse
Khoisan-folket i det sydlige Afrika lavede allerede tørret kød af vildtet, før europæerne ankom. Men det var nybyggerne, boere, og deres slaver, som videreudviklede teknikken ved at behandle kødet med eddike, salt, sukker, koriander og andre krydderier inden lufttørringen. Det langtidsholdbare biltong var ideelt som proviant til de skibe, der lagde vejen forbi Kapkolonien på rejsen mellem Europa og Østen. Biltong blev også brugt som proviant af de misfornøjede boere, som i 1830'erne og 1840'erne forlod Kapkolonien på deres Great Trek mod nordøst længere ind i landet.
Selve navnet biltong kommer af de afrikaanse (hollandske) ord 'bil' (rumpe) og 'tong' (tunge).

## Ingredienser
Biltong fremstilles af mange typer kød og udskæringer. Der bruges dog oftest oksekød, da det er billigere end vildt. Traditionel biltong laves også af vildt i Sydafrika såsom impala, kudu, springbuk og struds.
De mest almindelige krydderier er peber, koriander og nellike.

## Forskellen på biltong og jerky
- I modsætning til jerky, der fremstilles ved lav varme i en dehydrator eller i et røgeri, tørres biltong traditionelt kun ved luft.
- Jerky er typisk marineret eller røget. Biltong krydres kun.
- Biltong laves i større stykker end jerky.